# Zylfije Hundozi
Zylfije Hundozi (ur. 1 czerwca 1956 w Orahovacu) – kosowska neuropsycholożka i publicystka, deputowana do Zgromadzenia Kosowa z ramienia Sojuszu dla Przyszłości Kosowa.

## Życiorys
Ukończyła studia na Wydziale Medycyny Uniwersytetu w Prisztinie.
W wyborach parlamentarnych z 2007 roku uzyskała mandat do Sojuszu dla Przyszłości Kosowa.

## Publikacje[1][3]
- Electrophysiologic signs of sensory fiber lesion in spinal amyotrophies and the role of physiologic variations of sensory finger innervation pattern (1990)
- Cardiopatía isquémica y trastornos por estrés postraumático: prevención con fármacos betabloqueantes (2008)
- Chronic insufficiency of cerebro spinal venous circulation in multiple sclerosis (2012)
- Chronic insufficiency of cerebro spinal venous circulation in multiple sclerosis- case report (2012)
- Cognitive function, clinical characteristics and aggressive behavior in inpatients with schizophrenia at Forensic Setting Clinic of Psychiatry - Prishtina (2012)
- Post Stroke Depression and Anxiety Disorders (2012)
- Depression and heart failure: decline in quality of life and future management considerations (2013)
- Poor Executive Functioning Associated with the Risk of Aggressive Behavior Recidivism in the Forensic Community in Schizophrenic Patients (2013)
- Psychotic features in the patients with schizophrenia and relationship with aggressive recidiv behavior in the service of Forensic Psychiatry in Prishtina (2013)
- Prevalence of the hospitalisation of mentally ill offenders in the Forensic Unit of the Clinic of Psychiatry in Pristina over a three-year period and long-term strategy implications for the management of the Forensic Mental Health System Service (2014)
- Violence risk assesment using HCR-20 and OAS and it's relationship with clinical factors in forensic inpatients sample-Clinic of Psychiatry in Prishtina, Kosova (2014)
- An Overview of Consultation / Liaison Psychiatry in Kosova - future perspectives (2015)
- Anxiety symptoms can predict HRQoL decline among outpatients with Chronic Heart Failure (2015)
- Cerebral venous sinus thrombosis presenting in pregnancy and puerperium (2015)
- Hypertension in admission is associated with lower risk of early seizures after stroke (2015)
- Treatment of Catatonia Using Low Doses of Clozapine (2015)
- Carbamazepine Induced Hypertension-Case report (2016)
- Cognitive functions and recidivism of aggressive behavior in schizophrenic inpatients at Forensic Unit Clinic of Psychiatry in Kosovo (2016)
- Schizophrenia Treatment with Long Acting Injectable Antipsychotics (2016)
- Superior Sagittal Sinus Thrombosis Presenting with Hallucinations in the Puerperium: A Case Report (2016)
- Pre-stroke statin use was associated with lower risk of in-hospital death in non-thrombolysed patients (2017)
- Chemotherapy-Induced Peripheral Neuropathy (CIPN) in Patients Receiving 4-6 Cycles of Platinum-Based and Taxane-Based Chemotherapy: A Prospective, Single-Center Study from Kosovo (2022)

## Życie prywatne
Zamężna, matka dwóch dzieci.